# جوتزون مورا
جوتزون مورا (بلباو، 1948) سياسية إسبانية ديمقراطية اجتماعية. كانت عضوًا في حزب الباسك الاشتراكي حتى مارس 2008 عندما طُردت منه بسبب دعمها لحزب الشعب. منذ عام 2008 كانت عضوًا في حزب الشعب.
من أصول متواضعة، أصبحت على دراية بالهجرة البشرية والعمليات الاجتماعية العالمية. عملت بقراءة علم الاجتماع في جامعة إقليم الباسك في إسبانيا.
كانت عضوًا منتخبًا في بلدية جيتيكسو حتى عام 2007 وهي حاليًا عضوة في المجموعة الفكرية منتدى إرموا والمواطنة الديمقراطية.
بسبب موقفها النقدي تجاه السياسة الاجتماعية لزعيم حزبها، لديها وسيلة إبعاد تنتظر القرار (2006). قد تم استهدافها من قبل منظمة إيتا الانفصالية العنيفة. كان عليها أن تحضر دروسها في الجامعة برفقة حراس شخصيين. تعقد مؤتمرات لشرح معتقداتها حول الوضع السياسي الحالي في إسبانيا.